# Dactylolabis (Eudactylolabis) damula
Dactylolabis (Eudactylolabis) damula is een tweevleugelige uit de familie steltmuggen (Limoniidae). De soort komt voor in het Nearctisch gebied.